# Крал на ринга (1999)
Крал на ринга (1999) (на английски: King of the Ring) е седмото годишно pay-per-view събитие от поредицата Крал на ринга, продуцирано от Световната федерация по кеч (WWF). Събитието се провежда на 27 юни 1999 г. в Грийнсбъро, Северна Каролина.

## Обща информация
Основното шоу включва общо десет мача, като няколко мача предхождат частта с PPV, излъчвана по телевизията на живо като част от шоуто на WWF в неделя вечер. Основното събитие е мач със стълби, в който участват Шейн Макмеън и Винс Макмеън, побеждавайки Ледения Стив Остин за контрола над WWF. Другият основен мач е мач за Титлата на WWF, където Гробаря побеждава Скалата, за да запази титлата.

## Резултати
| №                                                                        | Резултати                                                                                              | Правила                                                                     | Време      |
| ------------------------------------------------------------------------ | --- | --------------------------------------------------------------------------- | ---------- |
| 1Т                                                                       | Мийт (с Жаклин и Тери Рънълс) побеждава Кърт Енгъл                                                     | Индивидуален мач                                                            | Неизвестно |
| 2                                                                        | Екс Пак поб. Хардкор Холи чрез дисквалификация                                                         | Четвъртфинал за Крал на ринга                                               | 02:58      |
| 3                                                                        | Кейн поб. Грамадата                                                                                    | Четвъртфинал за Крал на ринга                                               | 06:29      |
| 4                                                                        | Били Гън поб. Кен Шамрок чрез спиране от рефера                                                        | Четвъртфинал за Крал на ринга                                               | 03:53      |
| 5                                                                        | Роуд Дог поб. Чайна (с Трите Хикса)                                                                    | Четвъртфинал за Крал на ринга                                               | 13:14      |
| 6                                                                        | Харди бойз (Джеф Харди и Мат Харди) (с Майкъл Хайес) поб. Потомството (Крисчън и Острието) (с Гангрел) | Отборен мач за определяне #1 претенденти за Световните отборни титли на WWF | 04:54      |
| 7                                                                        | Били Гън поб. Кейн                                                                                     | Полуфинал за Крал на ринга                                                  | 05:16      |
| 8                                                                        | Екс Пак поб. Роуд Дог                                                                                  | Полуфинал за Крал на ринга                                                  | 03:07      |
| 9                                                                        | Гробаря (ш) (с Пол Беърър) поб. Скалата                                                                | Индивидуален мач за Титлата на WWF                                          | 19:14      |
| 10                                                                       | Били Гън поб. Екс Пак                                                                                  | Финал за Крал на ринга                                                      | 05:35      |
| 11                                                                       | Винс Макмеън и Шейн Макмеън поб. Ледения Стив Остин                                                    | Мач със стълби за контрола над Световната федерация по кеч (WWF)            | 17:09      |
| - (ш) – указва шампиона/шампионите в мача - Т – показва, че мача е тъмен | |                                                                             |            |